# Pterolophia australiensis
Pterolophia australiensis là một loài bọ cánh cứng trong họ Cerambycidae.